# 早稲田寄席演芸研究会
早稲田寄席演芸研究会（わせだよせえんげいけんきゅうかい）は、早稲田大学のお笑いサークル。通称「ヨセケン」。

## 概要
1960年発足で、お笑いサークルとしては老舗。漫才やコントを主に演じるサークルで、早稲田大学落語研究会とは異なる。OBのサスペンダーズは同じ早稲田大学のお笑いサークルであるLUDOと比較して、「他のサークルは割と横の交流があるんですけど、僕らのサークルだけ結構閉鎖的で、そんなに他サークルと交流がないんですよ」と語っている。ただし同志社大学喜劇研究会とは交流があり、双方の出身者による「OB早同戦」が開催されている。

## 著名な出身者
- 牧原俊幸[1][4]
- 山田邦子[1][5][6]
- オアシズ[1][6]
- マグナム小林[7]
- 天野慎也
- 高佐一慈（THE GEESE）[1][8][9]
- 日置祐貴[9]
- 川岸殴魚
- カノン[1]
- 山マウンテン
- 舟橋政宏[9][10]
- スパナペンチ[11]
- 永田敬介
- サスペンダーズ[5]
- ふじこ（素晴らしき人生、元ひみつスナイパー健）[12]
- レンタルぶさいく